# Каликст I
Ка́ликст I (тж. Каллист; лат. Callistus I; ? — 11 октября 222) — епископ Рима с 20 декабря 217 года по 11 октября 222 года.

## Биография

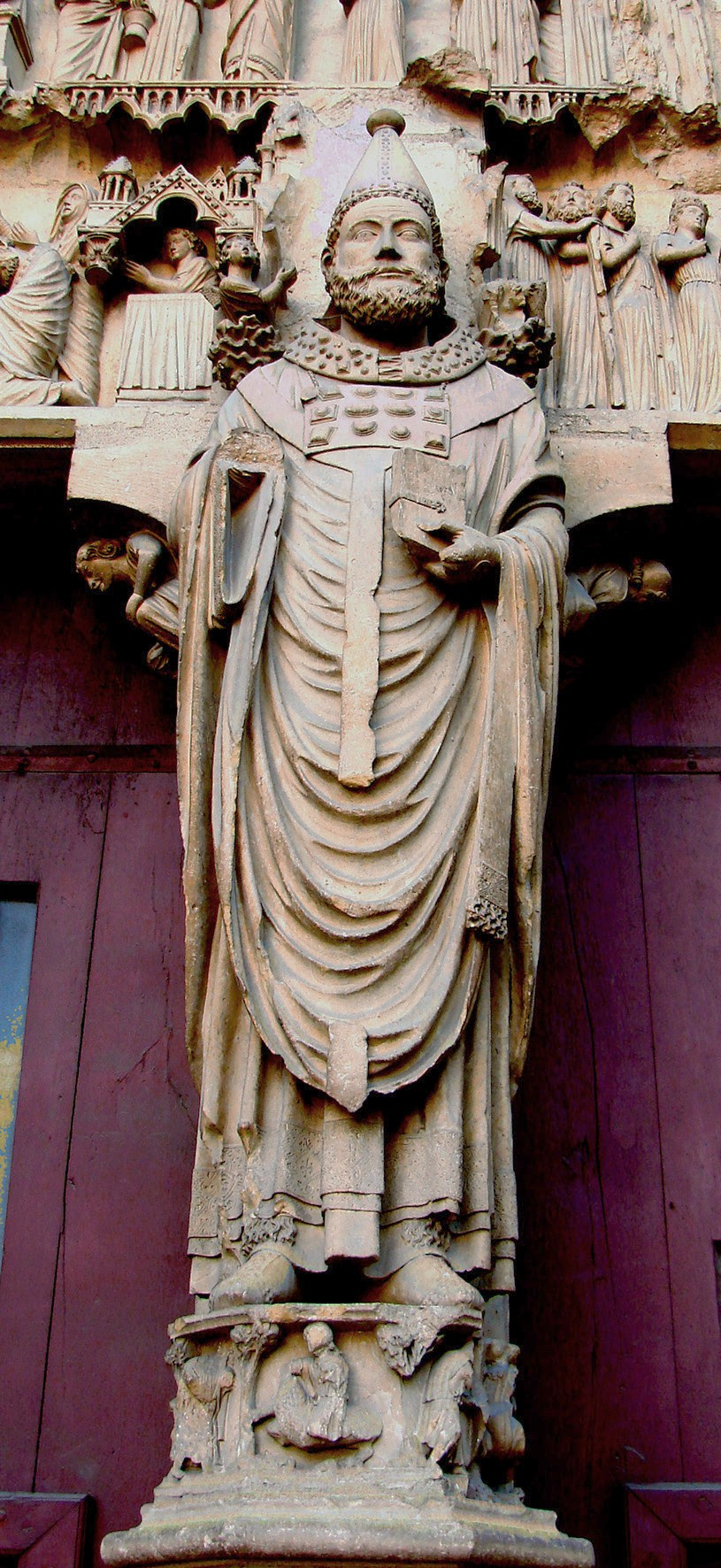
Статуя Каликста I, Кафедральный собор в Реймсе

Почти все сведения о нём сообщает его противник Ипполит в своих «Philosophumena», и потому они не особенно надёжны. Будучи рабом христианского чиновника Карпофора, Каликст за утрату доверенных ему денег подвергся тяжёлому наказанию. Он был выпущен по просьбе кредиторов, которые надеялись, что Каликст сможет вернуть часть денег, но тот был вновь арестован за драку в синагоге, когда он пытался одолжить деньги у евреев.
«Philosophumena» утверждает, что Каликст был сослан на рудники в Сардинию. Он был выпущен вместе с другими христианами по просьбе Гиацинта, евнуха-пресвитера, который представлял Марцию, любовницу императора Коммода. В это время его здоровье было настолько ослабленным, что его товарищи-христиане отправили его в Анций для восстановления сил.
При папе Зефирине Калликст стал диаконом. Ему папа поручил исследование катакомб вдоль Аппиевой дороги. В III веке девять епископов Рима были преданы земле в катакомбах Святого Калликста, их часть теперь называется Capella Dei Papi. Эти катакомбы были вновь открыты археологом Джованни Баттиста де Росси в 1849 году.
После смерти Зефирина Калликст наследовал ему в качестве папы. Часть духовенства избрала Ипполита — первого антипапу в истории, — обвинив Калликста в принятии в лоно церкви бывших еретиков, прикрытии прелюбодеяний (папа разрешил верующим связи с их собственными рабами, признав их действительными браками).
Декреты, приписываемые Каликсту, несомненно, подложны; его мученическая кончина подвергается сомнению. Позже Каликст был канонизирован, хотя Ипполит обвинял его в ереси теопасхитов, или патрипассиан.

## Смерть
Вероятно, Калликст был замучен около 222 или 223 года во время народного восстания, но легенда, что он был брошен в колодец, не имеет исторического основания. По апокрифическим Деяниям Святого Калликста, Астерий, римский диакон, поднял тело Калликста со дна колодца и ночью похоронил его. Астерий был арестован за это префектом Александром, а затем брошен с моста в реку Тибр.
Калликст был признан мучеником в Тоди, Италия, 14 августа. Он был похоронен на кладбище Калеподия. Его мощи были перенесены в IX веке в церковь Санта-Мария-ин-Трастевере.